# Avro 530
L'Avro 530 est un biplan biplace de chasse britannique de la Première Guerre mondiale. 
Ce biplan en bois entoilé à ailes égales décalées et flancs plats assez profonds se remarquait surtout par un capot moteur très pur prolongé par une casserole d’hélice carénée canalisant en son centre creux l’écoulement de l’air de refroidissement du moteur. Les mâts d’entreplan et les jambes du train à essieu étaient également soigneusement carénés. 
Bien que conçu en 1915 pour tenter de concurrencer le Bristol F.2a Fighter, le premier des deux prototypes ne devait curieusement voler qu’en juillet 1917. Mais son moteur Hispano-Suiza était difficile à obtenir et affecté en priorité au S.E.5a, et les performances de l’Avro 530 ne furent pas jugées significatives pour justifier une production de série. Courant 1918 les prototypes [B.3952/3953] furent donc modifiés : moteur Sunbeam Arab de 200 ch, nouvel atterrisseur, empennage vertical allongé, nouveau profil de voilure, sans volets mais avec des ailerons allongés. L’armistice de 1918 entraîna l’abandon définitif de l’appareil.